# Maplebeck
Maplebeck – wieś w Anglii, w hrabstwie Nottinghamshire, w dystrykcie Newark and Sherwood. Leży 25 km na północny wschód od miasta Nottingham i 190 km na północ od Londynu.